# إزرائيل كانتور
إزرائيل كانتور هو مغني كوبي، ولد في 16 أكتوبر 1949، وتوفي في 1 يوليو 2006 في ميامي في الولايات المتحدة.